# Любанский, Бронислав Иосифович
Бронислав Иосифович Любанский (18 марта 1905—1967) — генерал-майор Советской Армии, бригадный генерал Войска Польского, участник Великой Отечественной войны.

## Биография

Могила Любанского на Лукьяновском военном кладбище Киева

Бронислав Любанский родился 18 марта 1905 года в городе Брацлаве (ныне — Винницкая область Украины). Учился в Виннице. В 1929 году Любанский был призван на службу в Рабоче-крестьянскую Красную Армию. Окончил Ленинградскую военно-инженерную школу, в 1932 году — Военно-инженерную академию. Служил в строевых инженерных частях.
С июля 1941 года — на фронтах Великой Отечественной войны. Командовал 377-м отдельным минно-сапёрным батальоном 5-й артиллерийской бригады Юго-Западного фронта. Участвовал в боях на Украине, был контужен. Позднее Любанский служил командиром 14-го гвардейского отдельного батальона минёров, участвовал в Сталинградской битве.
В мае 1943 года, как поляк по национальности, Любанский был направлен на службу в Войско Польское. Командовал сапёрной частью в составе дивизии имени Тадеуша Костюшко, затем командовал 1-й Варшавской инженерно-сапёрной бригадой. Активно участвовал в боях за освобождение Польши, а также в послевоенном разминировании Верхней Силезии и Померании, за что был награждён многими польскими орденами и медалями.
В мае 1952 года Любанский вернулся в СССР. Умер в 1967 году, похоронен на Лукьяновском военном кладбище Киева.

## Награды

### СССР
- Орден Красного Знамени (дважды)[2]
- Орден Отечественной войны II степени[2]
- Орден Красной Звезды (дважды)[2]
- Медаль «За оборону Сталинграда»
- Медаль «За победу над Германией в Великой Отечественной войне 1941—1945 гг.»

### Польша
- Орден Virtuti Militari IV (1945) и V степеней (1944)
- Орден «Крест Грюнвальда» III степени (1945)
- Офицерский крест Ордена Возрождения Польши (1945)
- Золотой Крест Заслуги (дважды, 1946)[3]
- Медаль «За Одру, Нису и Балтику» (1946)
- Медаль «За Варшаву 1939—1945» (1946)
- Бронзовая медаль «Вооружённые силы на службе Родины» (1951)

## Галерея

Любанский Б.И. Войско Польское
Любанский Б.И. 1942 г.
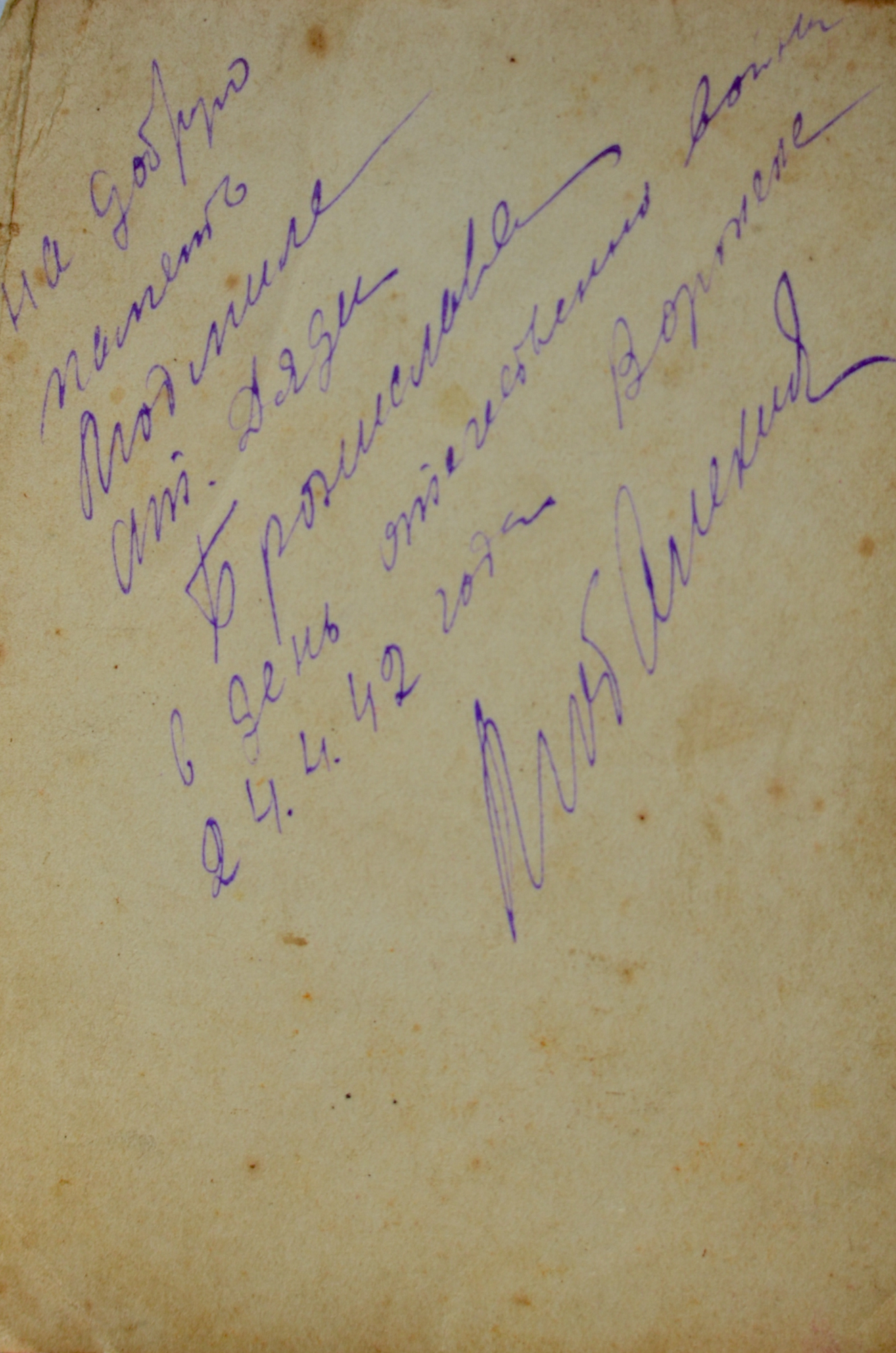
Текст на фотографии 1942 г.